# Pseudophoxinus callensis
Pseudophoxinus callensis és una espècie de peix cipriniforme de la família dels ciprínids.

## Morfologia
Els mascles poden assolir els 10,7 cm de longitud total.

## Distribució geogràfica
Es troba a Algèria i Tunísia.